# Sematophyllum beyrichii
Sematophyllum beyrichii är en bladmossart som beskrevs av Brotherus 1925. Sematophyllum beyrichii ingår i släktet Sematophyllum och familjen Sematophyllaceae. Inga underarter finns listade i Catalogue of Life.